# رالف هازنهوتل
رالف هازنهوتل (آلمانی: Ralph Hasenhüttl؛ زادهٔ ۹ اوت ۱۹۶۷) بازیکن سابق و مربی فوتبال اهل اتریش است.وی سرمربی فعلی باشگاه فوتبال وولفسبورگ آلمان است.
وی سابقهٔ بازی در تیم‌هایی همچون باشگاه فوتبال آستریا وین، باشگاه فوتبال ردبول زالتسبورگ، کلن و باشگاه فوتبال گروتر فورث را در کارنامه دارد.

## افتخارات

### بازیکن
آستریا وین
- بوندس‌لیگا اتریش: ۹۱–۱۹۹۰، ۹۲–۱۹۹۱، ۹۳–۱۹۹۲
- جام حذفی: ۹۲–۱۹۹۱، ۹۴–۱۹۹۳

آستریا زالتسبورگ
- بوندس‌لیگا اتریش: ۹۵–۱۹۹۴
- سوپر جام: ۱۹۹۵

### مربی
وی‌اف‌آر آلن
- لیگا ۳ صعود: ۱۲–۲۰۱۱

اینگولشتات
- بوندس‌لیگا ۲: ۱۵–۲۰۱۴

فردی
- مربی ماه لیگ برتر فوتبال انگلستان: ژوئیه ۲۰۲۰[۱]